# Caloptilia bipunctata
Caloptilia bipunctata là một loài bướm đêm thuộc họ Gracillariidae. Nó được tìm thấy ở Nhật Bản (Honshū).
Sải cánh dài 10.2-11.5 mm.
Ấu trùng ăn Neolitsea sericea. Chúng ăn lá nơi chúng làm tổ.